# Pedaria barrei
Pedaria barrei är en skalbaggsart som beskrevs av Josso och Prévost 2006. Pedaria barrei ingår i släktet Pedaria och familjen bladhorningar. Inga underarter finns listade i Catalogue of Life.